# Кирпичний Завод (Грязовецький район)
Кирпи́чний Заво́д (рос. Кирпичный Завод) — селище у складі Грязовецького району Вологодської області, Росія. Входить до складу Вохтозького міського поселення.

## Населення
Населення — 7 осіб (2010; 18 у 2002).
Національний склад (станом на 2002 рік):
- росіяни — 100 %